# 里野鈴妹
里野 鈴妹（さとの すずめ、2000年12月9日 - ）は、兵庫県川西市出身の日本の演歌歌手。
2023年、日本クラウンアーティストオーディションでの準グランプリ受賞を機に水森英夫からスカウトされ一年間のレッスンを経て、2024年9月4日に日本クラウンより「バカ酒場/北吹雪」にてデビュー。

## 略歴
- 身長は162cm、本名は森田 鈴音[1]。事務所はアルデル・ジロー。
- 好きな言葉は「おかわり」、好きな音楽は「演歌」、血液型 「O型」[1]。
- 趣味は食べること・演歌のコンサートに行くこと[1]。
- 目標は世界中の人を笑顔にすること、腹八分目に留めること[1]。

## 楽曲
- 「バカ酒場」
  - 一見ギョッとするタイトルも、中身は本格演歌。
  - 相手を想えばこそ、本当に好きなのに身を引く自分を“バカ” と表現[1]。
- 「北吹雪」
  - 3連の哀愁艶歌。失恋した相手の面影をさがす傷心の旅。
  - 今更何もかも遅い、と嘆く女心を歌う[1]。